# Wittéric
Wittéric (en espagnol Witerico ou Viterico) est roi des Wisigoths d'Hispanie et de Septimanie de 603 à 610.

## Biographie

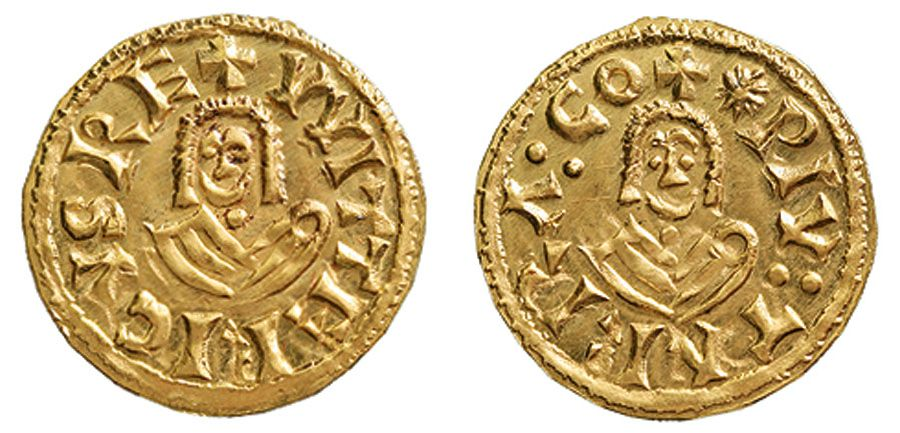
Pièce d'or frappée à Tarraco durant son règne.

Wittéric est mentionné la première fois au début du règne du roi Récarède (586-601), premier roi wisigoth adepte du christianisme nicéen. En 587, Wittéric, jeune noble wisigoth, participe à une conspiration arienne orchestrée notamment par l'évêque Sunna de Mérida et quelques nobles dont Segga (en), qui s'opposaient vraisemblablement au roi Récarède, tout juste converti au christianisme nicéen ou sur le point de le faire. Wittéric est alors chargé d'assassiner Masona (en), évêque catholique de Mérida, mais au moment de commettre le crime, son épée reste curieusement coincée dans le fourreau et il est pris sur le fait : il dénonce ses complices et est pardonné par les nicéens qui pensent que Masona n'a échappé que par miracle au fer de son assassin.
Au printemps 602, Wittéric reçoit du jeune roi Liuva II, fils et successeur de Récarède, le commandement de l'armée avec comme tâche de repousser les Romains d'Orient qui possédaient encore des territoires dans le sud et l'est de la péninsule Ibérique. À partir de cette position forte à la tête de l'armée, il s'entoure de gens à lui. Quand vient le moment d'expulser les Romains d'Orient, Wittéric préfère utiliser ses troupes contre le roi (printemps 603). Peut-être inspiré par le coup d'État réussi du centurion Phocas qui s'était emparé du pouvoir six mois plus tôt à Byzance, Wittéric entre dans la capitale wisigothe, Tolède, envahit le palais royal et renverse le jeune monarque, comptant probablement sur le soutien d'une partie de la noblesse opposée à la dynastie des descendants de Léovigild, au caractère devenu héréditaire de la royauté, et à l'influence croissante des évêques nicéens. Il pouvait espérer l'appui d'une grande partie du peuple wisigoth pour s'opposer à la dynastie régnante. L'historien Franz Görres souligne le caractère anticlérical et aristocratique de la révolution déclenchée par Wittéric, la « réaction des Grands laïcs contre l'épiscopat [devenu] tout-puissant [dans le royaume wisigoth] et son roi des prêtres ».
Wittéric fait couper la main droite du roi et, un plus tard, le fait exécuter (été 603). Selon Luc de Tuy, Wittéric voulait restaurer l'arianisme.
Au cours de son règne il passe tout de même du temps à lutter contre les Romains d'Orient, et ses généraux occupèrent Sagonte, en 605 probablement. Selon certains historiens, il s'agirait plutôt de Sagontia, l'actuelle Castillo de Gigonza dans le détroit de Gadès. C'est sans doute sous son règne, également, qu'est prise Bigastrum (près de Carthagène), car son évêque apparaît dans un concile tenu à Tolède en 610.
Concernant la politique extérieure, Wittéric cherche, comme ses prédécesseurs, à nouer des liens avec les Francs. En 606, sa fille Ermenberge fait route vers le nord pour épouser le roi mérovingien de Bourgogne, Thierry II. Elle arrive à Chalon, mais la régente Brunehilde, grand-mère du roi, et Theudilane, sa petite-fille et sœur de Thierry, le montèrent contre son épouse. La reine Brunehilde ne voulait peut-être pas reconnaître le pouvoir de Wittéric, un usurpateur. Thierry alors décida de répudier Ermenberge et de la renvoyer en Hispanie l'année suivante (607), tout en conservant sa dot. Selon la chronique de Frédégaire, Ermenberge, par les intrigues de Brunehaut, ne partagea jamais le lit de Thierry, à qui les discours de Brunehilde et de sa sœur Theudilane la rendirent odieuse. Au bout d'un an, Thierry renvoya dans le royaume wisigoth Ermenberge, dépouillée de ses trésors.
Indigné, Wittéric conclut contre le monarque franc une quadruple alliance à laquelle adhérèrent les rois francs Thibert II d'Austrasie et Clotaire II de Neustrie, et le roi des Lombards d'Italie Agilulf. Cette alliance ne semble pas avoir réussi. On ne sait rien de précis sur la bataille, sauf qu'elle eut lieu vraisemblablement en Septimanie, aux alentours de Narbonne, dans la Gaule gothique (Gothie). Isidore de Séville n'en fait pas mention. Frédégaire dit que « par la volonté divine, le projet de ces rois ne fut pas accompli » et que Thierry, « ayant été informé, ne considéra ces desseins qu'avec un grand mépris ».
Au printemps 610, une faction de la noblesse nicéenne assassine le roi Wittéric au cours d'un banquet. Son corps est traîné ignominieusement à travers les rues de Tolède et les nobles proclament roi Gundomar, duc de Septimanie. Le cadavre de Wittéric, laissé d'abord sans sépulture, fut enseveli sans honneur dans une fosse commune réservée aux criminels : « parce qu'il s'était élevé par le glaive », dit Isidore de Séville, « il périt par le glaive ». L'historien arabe Ibn al-Athîr dira à propos de Wittéric : « pécheur, impie et tyrannique, cet homme fut attaqué et tué par l'un de ses familiers ».
Selon la chronique des rois wisigoths (Chronica regum Wisigotthorum), Wittéric règna 6 ans et 10 mois.

#### Sources anciennes
- Isidore de Séville, Histoire des Goths, 57-59.
- Frédégaire, Histoire des Francs (lire en ligne).
- Jean de Biclar, Chronique (lire en ligne).
- Ibn al-Athîr, Annales du Maghreb et de l'Espagne (lire en ligne).

#### Sources modernes
- Rafael Altamira, La Spagna sotto i Visigoti, dans « Storia del mondo medievale », vol. I, 1999, p. 743-779.
- Roger Collins, Visigothic Spain, 409–711, Oxford, Blackwell Publishing, 2004.
- Edward A. Thompson, The Goths in Spain, Oxford, Clarendon Press, 1969.